# Junín-Hörnchen
Das Junín-Hörnchen (Sciurus pyrrhinus) ist eine Hörnchenart aus der Gattung der Eichhörnchen (Sciurus). Es kommt nur in Peru im Bereich des westlichen Andenzugs vor.

## Merkmale
Das Junín-Hörnchen erreicht eine Kopf-Rumpf-Länge von etwa 24,0 bis 28,0 Zentimetern, hinzu kommt ein etwa 20,8 bis 24,0 Zentimeter langer Schwanz. Die Rücken- und Kopffärbung ist ein sattes Dunkelrot, das weiße Flecken aufweisen kann. Der Bauch ist variabel von orange bis cremefarben oder weiß und kann fleckig sein. Der Schwanz ist an der Basis mehr kastanienbraun und zur Spitze hin orange-rot.

## Verbreitung
Das Junín-Hörnchen kommt endemisch in Peru im Bereich des westlichen Andenzugs vor.

## Lebensweise
Über das Junín-Hörnchen liegen nur sehr wenige Daten und Beobachtungen vor. Es lebt in Bergwäldern in Höhenlagen von 600 bis 2500 Metern. Es ist tagaktiv und entspricht in seiner Lebensweise wahrscheinlich anderen baumlebenden Hörnchen seiner Größe. Ein laktierendes Weibchen wurde im Januar gefangen, sodass es wahrscheinlich zu dieser Zeit Jungtiere aufzog. Die Tiere werden zudem gelegentlich allein oder in Gruppen an Lehm-Leckstellen gesichtet.

## Systematik
Das Junín-Hörnchen wird als eigenständige Art innerhalb der Gattung der Eichhörnchen (Sciurus) eingeordnet, die aus fast 30 Arten besteht. Die wissenschaftliche Erstbeschreibung stammt von Oldfield Thomas aus dem Jahr 1898, der die Art anhand von Individuen aus der Region Junín in Peru beschrieb. Es wird in die nähere Verwandtschaft des Venezolanischen Hörnchens (S. flammifer) gestellt, mit dem es nach einigen Systematiken eine eigene Untergattung Hadrosciurus innerhalb der Eichhörnchen bildet.
Innerhalb der Art werden neben der Nominatform keine Unterarten unterschieden.

## Status, Bedrohung und Schutz
Das Junín-Hörnchen wird von der International Union for Conservation of Nature and Natural Resources (IUCN) aufgrund unzureichender Daten zu den Beständen, der Taxonomie und zu den ökologischen Bedürfnissen nicht in eine Gefährdungskategorie eingeordnet, sondern als „data deficient“ gelistet. Es wird angenommen, dass die Art aufgrund des begrenzten Verbreitungsgebietes bedroht sein könnte.

## Belege
1. 1 2 3 4 5  Richard W. Thorington Jr., John L. Koprowski, Michael A. Steele: Squirrels of the World. Johns Hopkins University Press, Baltimore MD 2012, ISBN 978-1-4214-0469-1, S. 66–67.
2. 1 2 3 4  Sciurus pyrrhinus in der Roten Liste gefährdeter Arten der IUCN 2015.3. Eingestellt von: G. Amori, J. Koprowski, L. Roth, 2008. Abgerufen am 13. November 2015.
3. 1 2 3  Sciurus pyrrhinus In: Don E. Wilson, DeeAnn M. Reeder (Hrsg.): Mammal Species of the World. A taxonomic and geographic Reference. 2 Bände. 3. Auflage. Johns Hopkins University Press, Baltimore MD 2005, ISBN 0-8018-8221-4.